# Al-Oruba SC (Sur)
El Al-Oruba Sports Club (en árabe: نادي العروبة الرياضي‎) es un equipo de fútbol de Omán que juega en la Liga Omaní de Fútbol, la liga de fútbol más importante del país.

## Historia
Fue fundado en el año 1970 en la localidad de Sur y cuenta con una rivalidad local con el Dhofar Club. Ha sido campeón de liga en 3 ocasiones, 4 torneos de Copa local en 6 finales jugadas y 3 Supercopas.
A nivel internacional ha participado en 7 torneos continetales, donde su mejor participación ha sido en la Copa de la AFC del año 2012, donde avanzó hasta los Ocatavos de final.

## Palmarés
- Liga Profesional de Omán: 4

2000, 2002, 2008, 2015
- Copa del Sultan Qaboos: 4

1994, 2002, 2011, 2015
- Supercopa de Omán: 4

2000, 2002, 2008, 2011
- Copa Prime: 1

2003

## Participación en competiciones de la AFC
- Copa de la AFC: 4 apariciones

2008 - Fase de grupos
2009 - Fase de grupos
2011 - Fase de grupos
2012 - Octavos de final
- Copa de Clubes de Asia: 2 apariciones

| 1992 - Primera ronda clasificatoria | 1998 - Primera ronda clasificatoria |

- Recopa de la AFC: 1 aparición

1995 - Primera ronda

## Jugadores

### Jugadores destacados
- Aoerson da Costa
- Danilo Teixeira
- Yaqooba
- Barosh
- Fahad Aidh Alrashidi
- Frank Seator
- Maraei Al-Ramli
- Kanath
- Ahmed Mubarak Al Mahaijri
- Andreas Haddad
- Fábio (2005-06)
- Peter Malama